# Psaliodes magnipalpata
Psaliodes magnipalpata là một loài bướm đêm trong họ Geometridae.